# César for bedste film
César for bedste film er blevet uddelt hvert år siden 1976. Prisen uddeles til den bedste franske film.

## Priser
| År   | Film                                | Instruktør                                                         |
| ---- | ----------------------------------- | ------------------------------------------------------------------ |
| 2013 | Amour                               | Michael Haneke                                                     |
| 2012 | The Artist                          | Michel Hazanavicius                                                |
| 2011 | Des hommes et des dieux             | Xavier Beauvois, Etienne Comar, Pascal Caucheteux, Grégoire Sorlat |
| 2010 | Un prophète                         | Jacques Audiard, Pascal Caucheteux, Marco Cherqui, Grégoire Sorlat |
| 2009 | Séraphine                           | Miléna Poylo, Martin Provost, Gilles Sacuto                        |
| 2008 | La Graine et le mulet               | Claude Berri                                                       |
| 2007 | Lady Chatterley                     | Pascale Ferran                                                     |
| 2006 | De battre, mon coeur s'est arrêté   | Jacques Audiard                                                    |
| 2005 | L'Esquive                           | Abdellatif Kechiche                                                |
| 2004 | Les Invasions barbares              | Denys Arcand                                                       |
| 2003 | Le Pianiste                         | Roman Polanski                                                     |
| 2002 | Le Fabuleux destin d'Amélie Poulain | Jean-Pierre Jeunet                                                 |
| 2001 | Le Goût des autres                  | Agnès Jaoui                                                        |
| 2000 | Vénus beauté (institut)             | Tonie Marshall                                                     |
| 1999 | La Vie rêvée des anges              | Erick Zonca                                                        |
| 1998 | On connaît la chanson               | Alain Resnais                                                      |
| 1997 | Ridicule                            | Patrice Leconte                                                    |
| 1996 | La Haine                            | Mathieu Kassovitz                                                  |
| 1995 | Les Roseaux sauvages                | André Téchiné                                                      |
| 1994 | Smoking / No Smoking                | Alain Resnais                                                      |
| 1993 | Les Nuits fauves                    | Cyril Collard                                                      |
| 1992 | Tous les matins du monde            | Alain Corneau                                                      |
| 1991 | Cyrano de Bergerac                  | Jean-Paul Rappeneau                                                |
| 1990 | Trop belle pour toi                 | Bertrand Blier                                                     |
| 1989 | Camille Claudel                     | Bruno Nuytten                                                      |
| 1988 | Au revoir les enfants               | Louis Malle                                                        |
| 1987 | Thérèse                             | Alain Cavalier                                                     |
| 1986 | Trois hommes et un couffin          | Coline Serreau                                                     |
| 1985 | Les Ripoux                          | Claude Zidi                                                        |
| 1984 | A nos amours Le Bal                 | Maurice Pialat Ettore Scola                                        |
| 1983 | La Balance                          | Bob Swaim                                                          |
| 1982 | La Guerre du feu                    | Jean-Jacques Annaud                                                |
| 1981 | Le Dernier métro                    | François Truffaut                                                  |
| 1980 | Tess                                | Roman Polanski                                                     |
| 1979 | L'Argent des autres                 | Christian de Chalonge                                              |
| 1978 | Providence                          | Alain Resnais                                                      |
| 1977 | Monsieur Klein                      | Joseph Losey                                                       |
| 1976 | Le Vieux fusil                      | Robert Enrico                                                      |